# Sodegaura
Sodegaura è una città giapponese della prefettura di Chiba.